# Move (canción de Little Mix)
«Move» —en español: «Muevete»— es una canción pop interpretada por el grupo femenino británico Little Mix, perteneciente a su segundo álbum de estudio, Salute (2013). La composición estuvo a cargo del cuarteto con ayuda de Maegan Cottone y Nathan Duvall, y la producción musical por Duvall.
El sencillo fue mandado a las radios británicas el 23 de septiembre de 2013, mientras que ese mismo día se hizo disponible para preventa en iTunes. El 1 de noviembre se publicó un EP con 5 remixes oficiales de la canción. Más tarde fue puesta a la venta como descarga digital el 3 de noviembre de 2013. «Move» se posicionó en el top 10 en el Reino Unido e Irlanda. Fue certificada oro en Australia por vender más de 35 000 copias y plata en el Reino Unido por vender más de 300 000 copias.
Los críticos la describieron como «brillante, animosa y divertida». La cantaron por primera vez en vivo el 9 de octubre en Big Gig 2013 para la organización Girlguiding en el estadio Wembley. El vídeo musical fue estrenado el 25 de octubre de 2013.

## Antecedentes
En abril de 2013, Little Mix anunció que ya estaba trabajando en su segundo álbum de estudio. El 19 de septiembre de 2013 durante una transmisión en vivo realizada por el cuarteto informaron que el primer sencillo de su segundo álbum de estudio se titularía «Move». Revelaron además «Move» saldría oficialmente el 3 de noviembre. El sencillo sonó por primera vez en BBC Radio 1 Breakfast Show el 23 de septiembre. El 1 de noviembre se publicó un EP con 5 remixes oficiales de la canción.

## Composición
«Move» es una canción de género R&B, con influencias del dance-pop, hip hop y algunos elementos de la glitch pop cómo el peculiar sonido distorsionado de sintetizador en la línea de bajo, compuesta por Little Mix, Nathan Duvall y Maegan Cottone, quien también ayudó a escribir las canciones «Salute» y «Competition». Su producción quedó a cargo de Duvall. Jade Thirlwall y Leigh-Anne Pinnock dijeron para MTV:

«Me encanta la estructura de la canción, es tan diferente que significa que tienes que escuchar un par de veces para conseguir tener tu cabeza alrededor de ella, no creo que seríamos nosotras si no tomamos riesgos, cuando hicimos «Wings» no había nada que se le parezca en el momento, era algo un poco diferente y eso es lo que nos gusta hacer».

## Crítica
«Move» contó con una recepción favorable. Daily Record dio a la canción cinco estrellas de cinco mencionando que «Contiene inspiración del pop de los 90, así como R&B, lleno de actitud y mezcla armonías, por lo que esta canción es un éxito seguro». Robert Copsey de Digital Spy  dio a la pista cuatro estrellas de cinco, y la describió como una combinación del pop actual, el estilo propio de Little Mix y también pop de los 90. Amy Sciarretto de PopCrush dio a la canción cuatro estrellas de cinco y agregó que es «Animosa y divertida». Jamie Clarke de So So Gay llamó a la canción «Brillante» y escribió «Las chicas tienen fuertes voces, suficientes como para cantar R&B de manera convincente». Jon O'Brien de  Yahoo! Reino Unido e Irlanda escribió en su reseña del álbum que «Los golpes de lengua, traqueteo y armonías adictivas de Move ya han señalado que el grupo ha mejorado su juego considerablemente».

## Promoción

### Presentaciones en vivo
La cantaron por primera vez en vivo el 9 de octubre en Big Gig 2013 para la organización Girlguiding en el estadio Wembley. El 20 de noviembre Little Mix viajó a Australia, donde interpretaron el sencillo junto con Wings, DNA y Change Your Life en una firma de autógrafos. También la cantaron el 21 de octubre en la versión Australiana de The X Factor y en el programa matinal Sunrise. Little Mix interpretó «Move» y «Little Me» en The X Factor Reino Unido el domingo 3 de noviembre. También la cantaron el 5 de diciembre en la versión estadounidense de The X Factor. Las chicas también realizan esta canción en Good Morning America el 4 de febrero de 2014 para promover el lanzamiento de su segundo álbum, Salute en Estados Unidos. El mismo día, Little Mix interpretó la canción en Watch What Happens Live. Se presentaron en el Show de Wendy Williams el 6 de febrero de 2014, y se ha incluido en la lista de canciones del Neon Lights Tour de Demi Lovato, ya que son uno de los actos de apertura. De la misma manera, la canción fue incluida en los repertorios de las giras The Salute Tour (2014) y The Get Weird Tour (2016).

### Vídeo musical
El 24 de octubre Little Mix subió a su cuenta de Instagram un adelanto del vídeo y una serie de fotos. El video fue subido a la cuenta de vevo oficial de Little Mix el 25 de octubre de 2013. Superó el millón de reproducciones en menos de 24 horas.
En vídeo comienza, las cuatro se encuentran separadas en diferentes salas estando cada una con un bailarín, al encenderse la luz las integrantes aparecen en un cuarto blanco donde comienzan a bailar, tras eso van a un pasillo oscuro con luces de neón en el fondo y realizan una coreografía, también se van mostrando cortes de las chicas en diferentes salas y en la misma habitación blanca. Luego de regreso en el cuarto blanco comienzan a moverse y se van mostrando cortes de las chicas jugando con los bailarines en el pasillo, ahora aparecen en una sala grande con reflectores en el fondo donde hacen una coreografía junto con los bailarines, al final se empiezan a mostrar cortes de todas las salas en las que estuvieron y terminan la coreografía de la sala grande en posición grupal.

## Lista de canciones y formatos
- Descarga digital

| «Move» — Sencillo |        |          |  |
| N.º               | Título | Duración |  |
| 1.                | «Move» | 3:44     |  |

| Move (Remixes) - EP |                                              |          |  |
| N.º                 | Título                                       | Duración |  |
| 1.                  | «Move (The Alias Radio Edit)»                | 3:19     |  |
| 2.                  | «Move (Deekly and Eightysix Remix)»          | 3:47     |  |
| 3.                  | «Move (Mike Delinquent Remix)»               | 5:29     |  |
| 4.                  | «Move (Mike Rizzo Funk Generation Club Mix)» | 3:42     |  |
| 5.                  | «Move (Over Exposure Remix)»                 | 5:51     |  |

## Posicionamiento en listas
| Listas (2013)                               | Posición |
| ------------------------------------------- | -------- |
| Australia (ARIA)                            | 26       |
| Bélgica (Flandes) (Ultratop 50)             | 37       |
| Bélgica (Valonia) (Ultratip Bubbling Under) | 17       |
| Francia (SNEP)                              | 109      |
| Irlanda (IRMA)                              | 5        |
| Países Bajos (Mega Single Top 100)          | 76       |
| Nueva Zelanda (Recorded Music NZ)           | 12       |
| Escocia (Scottish Singles Sales Chart)      | 2        |
| Eslovaquia (Rádio Top 100)                  | 73       |
| Reino Unido (UK Singles Chart)              | 3        |

| Lista (2013)                   | Posición |
| ------------------------------ | -------- |
| Reino Unido (UK Singles Chart) | 67       |

## Certificaciones
| País        | Organismo certificador | Certificación | Ventas certificadas | Ref.   |
| ----------- | ---------------------- | ------------- | ------------------- | ------ |
| Australia   | ARIA                   | Oro           | 35 000              | [ 47 ] |
| Brasil      | PMB                    | Platino       | 40 000              | [ 48 ] |
| Reino Unido | BPI                    | Platino       | 600,000             | [ 49 ] |